# 33058 Коварік
33058 Коварік (33058 Kovarik) — астероїд головного поясу, відкритий 22 жовтня 1997 року.
Тіссеранів параметр щодо Юпітера — 3,586.